# Pterostichus setosus
Pterostichus setosus är en skalbaggsart som beskrevs av Hatch. Pterostichus setosus ingår i släktet Pterostichus och familjen jordlöpare. Inga underarter finns listade i Catalogue of Life.